# Муртоза (парафія)
Муртоза (порт. Murtosa; МФА: [muɾ.ˈto.zɐ]) — парафія в Португалії, у муніципалітеті Муртоза. Розташована в західній частині країни, на теренах історичної португальської провінції Бейра. Входить до складу округу Авейру. За адміністративним поділом, чинним до 1976 року, терени парафії були складовою провінції Берегова Бейра. Належить до Авейрівської діоцезії Католицької церкви. Патрон — Діва Марія. Площа — 14,5493 км². Населення — 3699 ос. (2011). Середньо урбанізований регіон. Густота населення — 254,24 осіб/км²
. Код — 011203.

## Населення
| Кількість мешканців | Кількість мешканців | Кількість мешканців | Кількість мешканців | Кількість мешканців | Кількість мешканців | Кількість мешканців | Кількість мешканців | Кількість мешканців | Кількість мешканців | Кількість мешканців | Кількість мешканців | Кількість мешканців | Кількість мешканців | Кількість мешканців |
| ------------------- | ------------------- | ------------------- | ------------------- | ------------------- | ------------------- | ------------------- | ------------------- | ------------------- | ------------------- | ------------------- | ------------------- | ------------------- | ------------------- | ------------------- |
| 1864                | 1878                | 1890                | 1900                | 1911                | 1920                | 1930                | 1940                | 1950                | 1960                | 1970                | 1981                | 1991                | 2001                | 2011                |
| 7.663               | 9.132               | 10.062              | 10.043              | 9.382               | 9.180               | 8.631               | 6.593               | 6.280               | 5.779               | 2.668               | 3.297               | 3.051               | 3.140               | 3.699               |